# Еберхард II фон Шлюселберг
Еберхард II фон Шлюселберг или Еберхард IV фон Грайфенщайн-Шлюселберг (на немски: Eberhard II von Schlüsselberg; Eberhard IV von Greifenstein-Schlüsselberg; * ок. 1220; † 1283 или 3 май 1284) е господар на Шлюселберг (днес част от Вайшенфелд) в Бавария.

## Биография
Той е син на Еберхард I фон Шлюселберг († 14 ноември 1243) и втората му съпруга фон Еберщайн. Внук е на Майнгоц фон Грайфенщайн
(† сл. 1188). Брат е на Улрих фон Шлюселберг († 1288) и Албрехт фон Шлюселберг († 1276), провост в „Св. Ганголф“ в Бамберг.
Преди строежа на замък Шлюселберг фамилните членове се наричат също „фон Грайфенщайн“. Между 1216 и 1219 г. фамилията построява замък Шлюселберг. През 1219 г. те се наричат за пръв път фон Шлюселберг.
През 1280 г. Еберхард II фон Шлюселберг основава заедно със синовете си Готфрид фон Шлюселберг и Конрад I фон Шлюселберг манастир „Шлюселау“ като домашен манастир и гробно място на рода си. Той поставя дъщеря си Гизела като първата абатиса.
За последен път Еберхард се появява през 1282 г. в Швебиш Хал като свидетел на крал Рудолф I фон Хабсбург и цистерцинския манастир Гнадентал.

## Фамилия
Първи брак: с жена с неизвестно име и има четири деца:
- Бертхолд фон Шлюселберг († 1282), женен за Елизабет фон Труендинген († ок. 21 декември 1308), дъщеря на граф Фридрих I (V) фон Труендинген († 1274) и Маргарета фон Андекс-Мерания († 1271)
- Конрад I фон Шлюселберг († 3 август 1313), женен пр. 27 юли 1273 г. за Лиутгарда (Лойкард/Лукард) фон Цолерн-Нюрнберг († сл. 10 март 1313), дъщеря на бургграф Конрад II фон Нюрнберг-Абенберг († 1314) и Агнес фон Хоенлое-Уфенхайм († 1319)
- Гизела фон Шлюселберг († 1308/ между 12 март 1309 и 21 декември 1317), абатиса на манастир Шлюселау
- Готфрид II фон Шлюселберг († сл. 11 септември 1295)

Втори брак: пр. 17 април 1280 г. с Елизабет фон Цолерн-Нюрнберг († 3/13 февруари 1288) от род Хоенцолерн, бургграфиня от Нюрнберг, дъщеря на бургграф Фридрих III фон Нюрнберг († 1297) и първата му съпруга Елизабет фон Андекс-Мерания († 1272). Елизабет фон Андекс-Мерания е праправнучка на император Фридрих Барбароса. Те имат една дъщеря:
- Елизабет фон Шлюселберг († 6 декември 1307), омъжена пр. 26 май 1307 г. за граф Вилхелм I фон Монфор-Брегенц († 6 февруари 1348/8 октомври 1350)

Елизабет фон Цолерн-Нюрнберг се омъжва втори път пр. 13 март 1285 г. за граф Готфрид II фон Хоенлое († 1289/1290),